# زبابة قضاعية عملاقة
يَبَّابَة أو الزَّبَابَة الْقُضَاعِيَّة الْعِمْلَاقَة (الاسم العلمي: Potamogale velox) (بالإنجليزية: Giant otter shrew)‏ هي حيوان ثديي لاحم وشبه مائي. توجد في الغابات المطيرة الرئيسية في وسط إفريقيا من نيجيريا إلى زامبيا، مع وجود عدد قليل من الجمهرات المعزولة في كينيا وأوغندا. يعيش في الجداول والأراضي الرطبة والأنهار الكبيرة التي تتدفق ببطء. وهو النوع الوحيد في جنس Potamogale. ترتبط الزبابات القضاعية [الإنجليزية] ارتباطًا وثيقًا بالطنارق التي تعيش في مدغشقر. 
وهي حيوانات لاحمة ليلية تتغذى على الحيوانات المائية. على الرغم من اسمها، فإن الزبابة القضاعية العملاقة ليست زبابة حقيقية. يشير الاسم الشائع إلى تشابهها مع القضاعات المفلطحة الوجه، وكِلْبَتِها القاسية، وذيولها مفتولة العضلات، وإلى تشابهها السطحي العام مع الزبابات الحقيقية.